# Канэмару, Дзюнъити
Дзюнъити Канэмару (яп. 金丸 淳一 Канэмару Дзюнъити, род. 27 октября, 1962, г. Кофу, префектура Яманаси) — японский сэйю, певец и композитор. Работает на агентство 81 Produce. С 1998 года по настоящее время является официальным японским голосом ежа Соника в серии игр Sonic the Hedgehog.

## Карьера
Во время учёбы в университете, Канэмару подрабатывал на американской военной радиостанции Far East Network, расположенной на авиабазе Ёкота. По окончании университета устроился диктором на студии универмага в Синдзюку. В 1985 году Канэмару дебютировал в аниме Urusei Yatsura, затем по субботам в 19:00 постоянно участвовал в озвучивании аниме High School! Kimengumi, Tsuide ni Tonchinkan, и Neimon! Dai 3 Yakyuubu. В 1991 году Канэмару была поручена первая главная роль — Хаято Кадзами в аниме Future GPX Cyber Formula. Узнав об этом по автоответчику за день до записи, Канэмару поспешил вернуться с поездки и в день записи прочитал сценарий.
Работая сэйю, Канэмару записал в сопровождении хора а-капелла свой первый кавер на песню Кю Сакамото Ue wo muite arukou. Кроме того, в альбоме Inspired Colors были записаны другие песни, такие как Juunigatsu no Fairy Tale, Video Killed the Radio Star и английская версия песни Кадзумаса Оды Love Story wa Totsuzen ni, озаглавленная как Suddenly. Бросив вызов стандартному джазу, Канэмару провёл вместе со своими коллегами-сэйю несколько концертов.

## Работа сэйю
Д. Канэмару активно озвучивал главным образом аниме, видеоигры, аудиоспектакли и т. п. По большей части ему отводились роли незлобивых молодых юношей. Однако, Канэмару озвучивался в различных амплуа, например амплуа злодея (женоподобный мерзавец Харли из м/с «Покемон: Новый вызов»), пылкого юноши (Гинта Суо из Marmalade Boy), невозмутимого героя (Ёж Соник из серии Sonic the Hedgehog) и прочих.
Во время работы Канэмару над озвучиванием Future GPX Cyber Formula, от родителей одного школьника разлетелся слух, что сэйю преподаёт в школе английского языка, в которой тот учился. Поклонники аниме начали массово собираться рядом с местом проведения занятий, после чего в ближайшем торговом квартале иногда возникала давка.
В начале работы над озвучиванием роли Соника, Канэмару дублировал иностранные мультсериалы (Жулик из «Даши — путешественницы» и Тук из диснеевского «Умельца Мэнни»), транслировавшиеся на телеканале «ТВ Токио», и озвучивал персонажей, бегло говорящих на английском языке. В частности Канэмару стал известен в мире не иначе как «Японский Соник» за мастерское озвучивание этого персонажа, бегло говорящего как по-японски, так и по-английски.

## Позиции в Гран-при журнала Animage
- 1992 год — 8-е место в Гран-при журнала Animage, в номинации на лучшего сэйю[2]

## Фильмография

### Аниме
Значительные роли выделены жирным шрифтом.
- 2007 Saint Beast / セイント·ビースト (2-й сезон) … Зевс
- 2006 Zenmai Zamurai / ぜんまいざむらい … Пьер
- 2005 Saint Beast / セイント·ビースト (OVA) … Зевс
- 2003 Соник Икс / ソニックＸ … Ёж Соник
- 2001 Digimon Tamers / デジモンテイマーズ … Рё Акияма
- 1998 Sexy Commando Gaiden: Sugoi yo!! Masaru-san / セクシーコマンドー外伝 すごいよ!!マサルさん … Фумин
- 1996 Jigoku Sensei Nube / 地獄先生ぬ～べ～ … Сюити Сирато
- 1996 Бродяга Кэнсин / るろうに剣心: 明治剣客浪漫譚 … Крис
- 1995 Magic Knight Rayearth / 魔法騎士レイアース (2-й сезон) … Зазу Торк
- 1995 Slam Dunk: Shouhoku Saidai no Kiki! Moero Sakuragi Hanamichi / スラムダンク 湘北最大の危機！燃えろ桜木花道 … Итиро Кацуми
- 1994 Houkago no Shokuinshitsu / 放課後の職員室 … Нацухико
- 1994 Marmalade Boy / ママレード・ボーイ … Гинта Суо
- 1993 Chouon Senshi Borgman 2 Shin Seiki 2058 / 超音戦士ボーグマン2　新世紀2058 … Кэн
- 1993 Здесь слышен океан / 海がきこえる … Окада
- 1992 Oi! Ryouma / お〜い! 竜馬 … Тайсукэ Итагаки
- 1992 Daisougen no Chiisana Tenshi Bush Baby / 大草原の小さな天使 ブッシュベイビ … Эндрю
- 1992 Mama wa Shogaku Yonensei / ママは小学4年生 … Марио
- 1991 Honoo no Toukyuuji: Dodge Danpei / 炎の闘球児・ドッジ弾平 … Такэда
- 1991 Otaku no Video / おたくのビデオ … Иноуэ
- 1991 Future GPX Cyber Formula / 新世紀GPXサイバーフォーミュラ … Хаято Кадзами
- 1990 Chimpui / チンプイ … Масао Кояма
- 1988 Meimon! Daisan Yakyuubu / 名門!第三野球部 … Сёдзи Исии
- 1988 Tsurupika Hagemaru-kun / つるピカハゲ丸くん … Масару Кондо
- 1987 Tsuideni Tonchinkan / ついでにとんちんかん … Грин; Тимпэй Хацуяма
- 1986 Mobile Suit Zeta Gundam / 機動戦士Ζガンダム … Чиматтер
- 1985 High School! Kimen-gumi / ハイスクール!奇面組 … Торио Танокин; Кэйо Васэда; Сигэо Нагадзура; Тору Иитомо; Кэнъити Тоонари и др.
- 1985 Ниндзя-воин Тобикагэ / 忍者戦士飛影 … Кандзи
- 1985 Touch / タッチ … Нарита; Огавара
- 1985 Urusei Yatsura / うる星やつら … Супер-прелестный малыш; ученики

### Дубляж
- Томас и друзья (Генри)
- Даша-следопыт (Жулик)
- Умелец Мэнни (Тук)
- Ральф (Соник)

## Дискография

### Сольные альбомы
- 1992 год — Neutral
- 1993 год — Inspired Colors

### Различные CD
- 1992 год — Cyber Formula Rei View 1 Maku
- 1992 год — Cyber Formula Rei View 2 Maku
- 1994 год — Marmalade Boy Vol. 2
- 1994 год — Marmalade Boy Vol. 3 Marmalade Voice
- 1994 год — Marmalade Boy Vol. 4
- 1995 год — Marmalade Boy Vol. 8
- 1997 год — Cyber Formula SAGA Inspire vol 1
- 1997 год — Cyber Formula Inspire vol 2
- 199 год — Houshin Engi Level-I
- 1999 год — Houshin Engi Level-II
- 1999 год — Houshin Engi Level-III

### Синглы
- 1996 год — Quasar Star wo Dakishimete